# RTL Gold
Az RTL Gold az RTL Csoport 2017. július 3-án indult magyar nyelvű szórakoztató televízióadója.
A csatorna hangja István Dániel, aki a Cool bemondója is volt 2004-től 2008-ig.
A csatorna reklámidejét az RTL Saleshouse értékesíti.

## Története
A csatorna bejelentése előtt néhány hónappal, 2017. február 13-án levédették a nevet, majd május 9-én a logót. A csatorna indulását az RTL Group az év május 29-én jelentette be.
A Film+ 2 helyén 2017. július 3-án 01:16-kor indult a tesztadása először a csatorna előzetessel, majd ajánlókkal, valamint 06:45-től teleshoppal, a hivatalos adás pedig 10:00-kor indult el a Balázs show 4. részével.
A csatorna kezdetben nevének megfelelően az egykori RTL Klub (jelenleg RTL) gyártásában készült magazinműsorokat és vetélkedőket tűzte műsorra (1 perc és nyersz!, 4N4LN – A családi játszma, Balázs show, Dr. Tóth, Legyen Ön is milliomos!, Gyertek át!, A Kód, Mónika show, A Széf, Portré), valamint minden nap 00:30-tól 4-5 órán keresztül filmeket sugárzott. Itt debütált Nádai Anikó talkshow-ja, az Anikó #show, a csatorna egyetlen új műsora. Az ismétlések azonban nem a kezdeti adástól kerültek műsorra: például a Legyen Ön Is Milliomosból csak a 2006-2007, valamint a 2012-2013 közötti adásokat ismételték.
2018 nyarától az RTL akkori műsorainak legutóbbi adásai is műsorra kerültek (például: Reggeli, Story Extra), majd az év őszétől újabb sorozatok jelentek meg.
A Legyen Ön is milliomos! 2019. január 2-án került le a csatornáról, amikor a TV2 újraindította a műsort Gundel-Takács Gábor vezetésével, majd 2019 nyarára az összes RTL Klubos vetélkedő lekerült. Azóta a csatorna csak a három beszélgetős műsort (Anikó #show, Balázs show, Mónika show) és a Portrét sugározza, valamint sorozatokat ismétel.
2022. június 1-jétől új műsorrendet vezettek be, amelynek részeként a Barátok közt ismétlései is műsorra kerülnek az 1. epizódtól és új módszerként a régi napi 2-2 részek egybevágva egy részes adássá, illetve ezekből több napi adag is látható egyszerre, hétköznaponként és hétvégenként is.

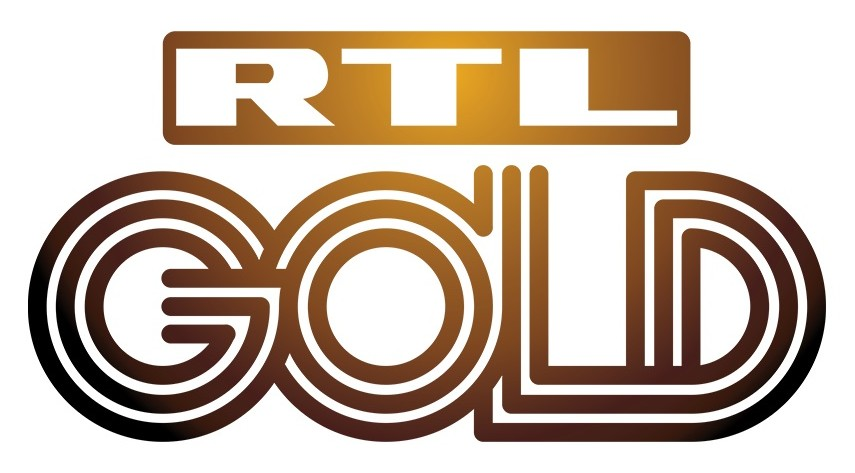
A csatorna korábbi logója

2022. december 10-én hajnali 5 órakor a csatorna új logót és arculatot kapott, amellyel — a két társcsatornájához hasonlóan — átvette az anyacsatorna (ezzel együtt a német RTL) arculatát.

## Saját gyártású műsorai

### Befejezett műsorai

#### Főműsoridős show-műsorok
| Műsor címe  | Bemutató        | Megjegyzés |
| ----------- | --------------- | ---------- |
| Anikó #show | 2017. július 3. |            |

## Műsorvezetők

### Korábbi műsorvezetők
| Műsorvezető | Műsorai     |
| ----------- | ----------- |
| Nádai Anikó | Anikó #show |